# Akébou (peuple)
Pour les articles homonymes, voir Akébou.
Les Akébous sont un peuple d'Afrique de l'Ouest, établi principalement au sud-ouest du Togo, dans la Préfecture de l'Akébou, à proximité de la frontière avec le Ghana. Ils vivent dans les montagnes du Moyen-Togo, entre les Akpossos et les Béderé de l’Adélé.

## Ethnonymie
Selon les sources, on observe de multiples variantes : Akebous, Akebu, Akebus, Egbetebe, Ekbebe, Ekpevö, Kabu, Kebu, Kebus,  
Kegberike.

## Population
La plupart sont de petits agriculteurs. Ils cultivent plus le Fonio leur nourriture de base. La fête traditionnelle de ce peuple est nommé Ovazu ou encore fête du fonio. 